# Straßenbahn Lana–Meran
| Kursbuchstrecke: | 76c (1914)          |                                                    |                                |
| Streckenlänge: | 7,585 km            |                                                    |                                |
| Spurweite: | 1000 mm (Meterspur) |                                                    |                                |
| Stromsystem: | 600 Volt =          |                                                    |                                |
| Maximale Neigung: | 33 ‰                |                                                    |                                |
| Minimaler Radius: | 35 m                |                                                    |                                |
| Streckengeschwindigkeit: | 28 km/h             |                                                    |                                |
| |                     |                                                    |                                |
| \| \| \| Übergang von der Lokalbahn Lana-Burgstall–Oberlana \| \| \| \| 0,000 \| Lana \| 313 m s.l.m. \| \| \| 1,90 \| Tscherms \| 292 m s.l.m. \| \| \| 2,50 \| Feldererhof (Bedarfshalt) \| Feldererhof (Bedarfshalt) \| \| \| 3,80 \| Marling Kellerei \| 300 m s.l.m. \| \| \| 4,40 \| Marling Dorf \| 292 m s.l.m. \| \| \| 5,20 \| Etsch \| Etsch \| \| \| 5,30 \| Bahnstrecke Bozen–Meran \| Bahnstrecke Bozen–Meran \| \| \| 5,60 \| Mais \| 288 m s.l.m. \| \| \| \| Kaiserjägerkaserne \| \| \| \| \| Versorgungshaus \| \| \| \| \| Sportplatz \| \| \| \| \| Ringstraße (Bedarfshalt) \| \| \| \| \| Franz Ferdinand-Quai \| \| \| \| 7,60 \| Theaterbrücke über die Passer \| Theaterbrücke über die Passer \| \| \| 7,585 \| Meran Theaterplatz (ehemals Rufinplatz) \| 310 m s.l.m. \| \| \| \| Übergang zur Straßenbahn Meran \| \| |                     |                                                    |                                |
| |                     | Übergang von der Lokalbahn Lana-Burgstall–Oberlana |                                |
| U-Bahn-Kopfbahnhof Streckenanfang (Strecke außer Betrieb) | 0,000               | Lana                                               | 313 m s.l.m.                   |
| U-Bahn-Bahnhof (Strecke außer Betrieb) | 1,90                | Tscherms                                           | 292 m s.l.m.                   |
| U-Bahn-Haltepunkt / Haltestelle (Strecke außer Betrieb) | 2,50                | Feldererhof (Bedarfshalt)                          | Feldererhof (Bedarfshalt)      |
| U-Bahn-Bahnhof (Strecke außer Betrieb) | 3,80                | Marling Kellerei                                   | 300 m s.l.m.                   |
| U-Bahn-Haltepunkt / Haltestelle (Strecke außer Betrieb) | 4,40                | Marling Dorf                                       | 292 m s.l.m.                   |
| U-Bahn-Brücke über Wasserlauf (Strecke außer Betrieb) | 5,20                | Etsch                                              | Etsch                          |
| U-Bahn-Kreuzung mit Eisenbahn (Strecke geradeaus außer Betrieb) | 5,30                | Bahnstrecke Bozen–Meran                            | Bahnstrecke Bozen–Meran        |
| U-Bahn-Bahnhof (Strecke außer Betrieb) | 5,60                | Mais                                               | 288 m s.l.m.                   |
| U-Bahn-Haltepunkt / Haltestelle (Strecke außer Betrieb) |                     | Kaiserjägerkaserne                                 | Kaiserjägerkaserne             |
| U-Bahn-Haltepunkt / Haltestelle (Strecke außer Betrieb) |                     | Versorgungshaus                                    | Versorgungshaus                |
| U-Bahn-Haltepunkt / Haltestelle (Strecke außer Betrieb) |                     | Sportplatz                                         | Sportplatz                     |
| U-Bahn-Haltepunkt / Haltestelle (Strecke außer Betrieb) |                     | Ringstraße (Bedarfshalt)                           | Ringstraße (Bedarfshalt)       |
| U-Bahn-Haltepunkt / Haltestelle (Strecke außer Betrieb) |                     | Franz Ferdinand-Quai                               | Franz Ferdinand-Quai           |
| U-Bahn-Brücke über Wasserlauf (Strecke außer Betrieb) | 7,60                | Theaterbrücke über die Passer                      | Theaterbrücke über die Passer  |
| U-Bahn-Bahnhof (Strecke außer Betrieb) | 7,585               | Meran Theaterplatz (ehemals Rufinplatz)            | 310 m s.l.m.                   |
| U-Bahn-Strecke (außer Betrieb) |                     | Übergang zur Straßenbahn Meran                     | Übergang zur Straßenbahn Meran |

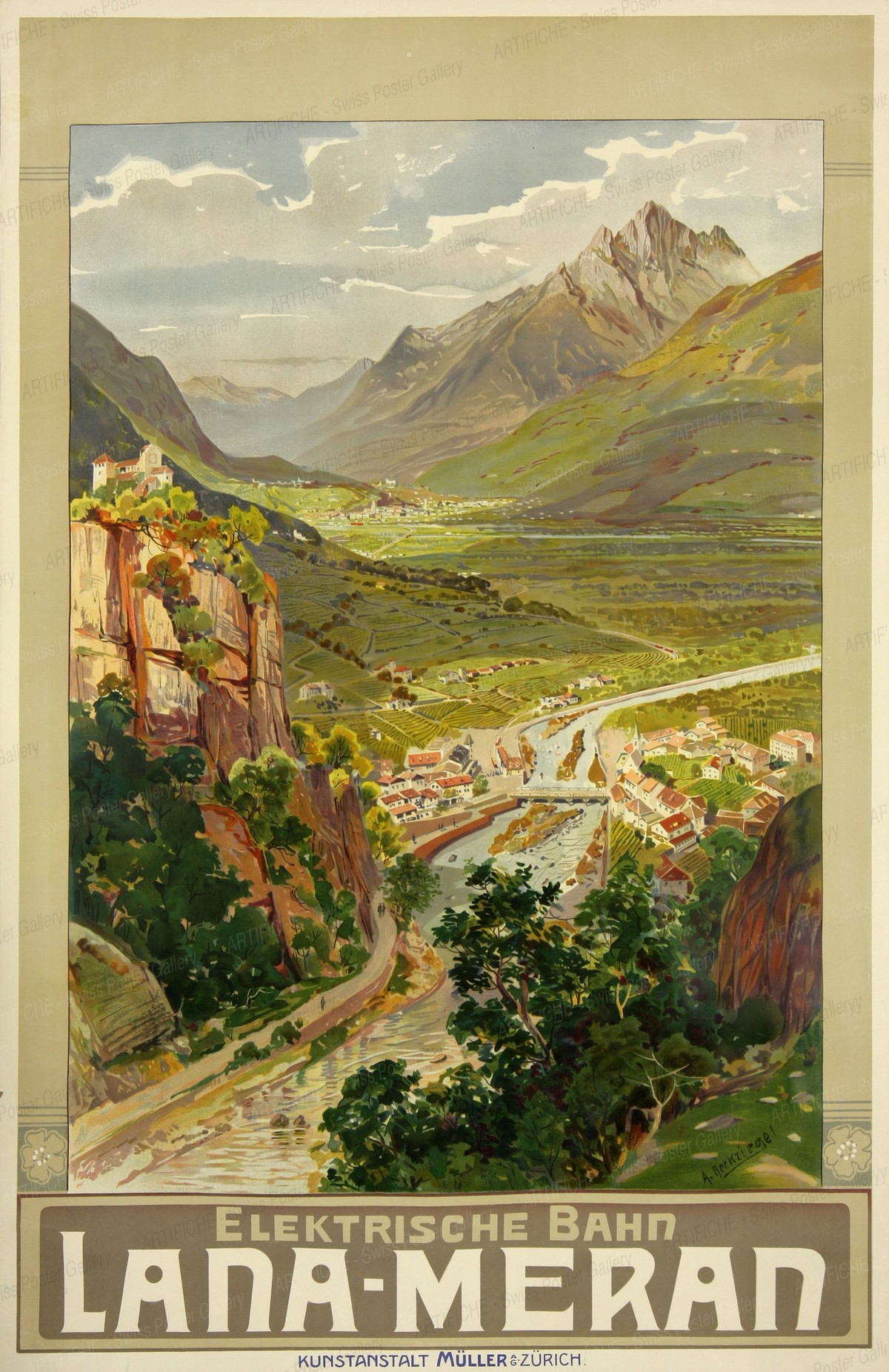
Von Anton Reckziegel als Steinlithografie gestaltetes Reklameplakat aus dem Jahr 1906, hergestellt von der Kunstanstalt Müller AG aus Zürich

Die Straßenbahn Lana–Meran, auch Lana-Meran-Bahn genannt, war eine meterspurige Überlandstraßenbahn im Südtiroler Burggrafenamt, die von 1906 bis 1950 verkehrte.

## Geschichte

### Vorgeschichte
Um die Jahrhundertwende war die Fahrverbindung zwischen Lana und Meran sehr schlecht. Die knapp zehn Kilometer nördlich gelegene, schon damals sehr bekannte und viel besuchte Kurstadt, die ihrerseits vor allem von der 1881 erfolgten Eisenbahnanbindung profitierte, konnte von Lana aus fast nur über Burgstall und von dort weiter über die Reichsstraße Bozen–Meran erreicht werden. Dort befand sich mit dem Bahnhof Lana-Burgstall auch die von Lana aus nächstgelegene Bahnstation, von Oberlana aus circa vier Kilometer entfernt. Daher wurde im Burggrafenamt der Wunsch nach einer Verbesserung der Verkehrsverhältnisse immer größer, insbesondere Lana bemühte sich um eine Straße und eine Straßenbahn nach Meran. Die neue Straße sollte über Tscherms und Marling führen und gleichzeitig die erste Teilstrecke einer künftigen Straßenverbindung über den Gampenpass ins Nonstal sein. Im Zuge des Straßenbaus war geplant, auf derselben Strecke auch die gewünschte Straßenbahn als öffentliche Verkehrsverbindung zu errichten. Dieser Gedanke fand in den bürgerlichen Kreisen der Lananer Bevölkerung sofort großen Anklang, weniger begeistert zeigten sich Bauern und Kirche.
Bereits um 1897 veranlasste der Tiroler Eisenbahnpionier und Ingenieur Josef Riehl daher erste Terrainstudien für eine „elektrische Trambahn von Meran nach Lana“. Geplant wurde diese seinerzeit, um ein rentables Transportmittel für den Abtransport der bis über die Landesgrenzen hinaus bekannten „Südtiroler Äpfel“ zu haben und um für das noble Meraner Kurpublikum entsprechende Ausflugsmöglichkeiten, wie beispielsweise zur Gaulschlucht bei Lana, anzubieten. Nach mehreren Anläufen, zunächst sogar mit einer Option der Ausführung als normalspurige Vollbahn, wurde die Bahn schließlich doch nur in Meterspur errichtet, wobei die 1891 eröffnete Lokalbahn Innsbruck–Hall in Tirol als Vorbild diente.
In den kommenden Jahren wurden verschiedene Projekte ausgearbeitet und wieder verworfen, da sie in der Öffentlichkeit auf wenig Zustimmung stießen. Erst die Bildung eines Bahnbau-Konsortiums in Lana brachte den gewünschten Durchbruch. Es bestand aus
- dem Rechtsanwalt Dr. Jakob Köllensperger
- dem Großhändler Martin Lösch
- dem Besitzer des Hotels Teiss, Franz Stauder
- dem damals führenden Bozner Bauunternehmer Anton Guschelbauer
- dem Kraftwerksbesitzer, Ingenieur und späterem Südtiroler Seilbahnpionier Luis Zuegg.

Letzterer war selbst maßgeblich an der Planung beteiligt, er erhoffte sich dadurch zugleich einen Abnehmer für den Strom aus seinem 1903 gebauten Kraftwerk in der Gaulschlucht. Dies war schlussendlich ein überzeugendes Argument für den Bau, da öffentlich eine finanzielle Beteiligung der Gemeinde Lana abgelehnt wurde. Die fünf oben genannten lokalen Unternehmer gründeten schließlich die Aktiengesellschaft „Elektrische Bahn Lana–Meran“ mit Sitz in Lana, ihre Abkürzung lautete LMB. Sie ermöglichte den Bahnbau letztlich ohne finanzielle Mithilfe der Gemeinde. Der Kostenvoranschlag sah Ausgaben von 505.000 Kronen vor, Aktien in diesem Wert wurden ausgegeben. Die erwarteten Einnahmen aus dem Verkauf der Fahrkarten sollten zur wirtschaftlichen Prosperität der Aktiengesellschaft führen.
Am 20. Jänner 1906 stellte das k.k. Eisenbahnministerium in Wien die entsprechende Konzessionsurkunde auf die neue Aktiengesellschaft aus, die zugleich als Verkehrsunternehmen der neuen Bahn fungierte. Sie wurde letztlich aber nur als schmalspurige Kleinbahn genehmigt.

### Eröffnung

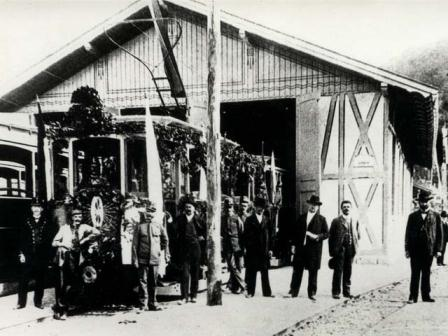
Die dreiständige Remise in Lana am Eröffnungstag

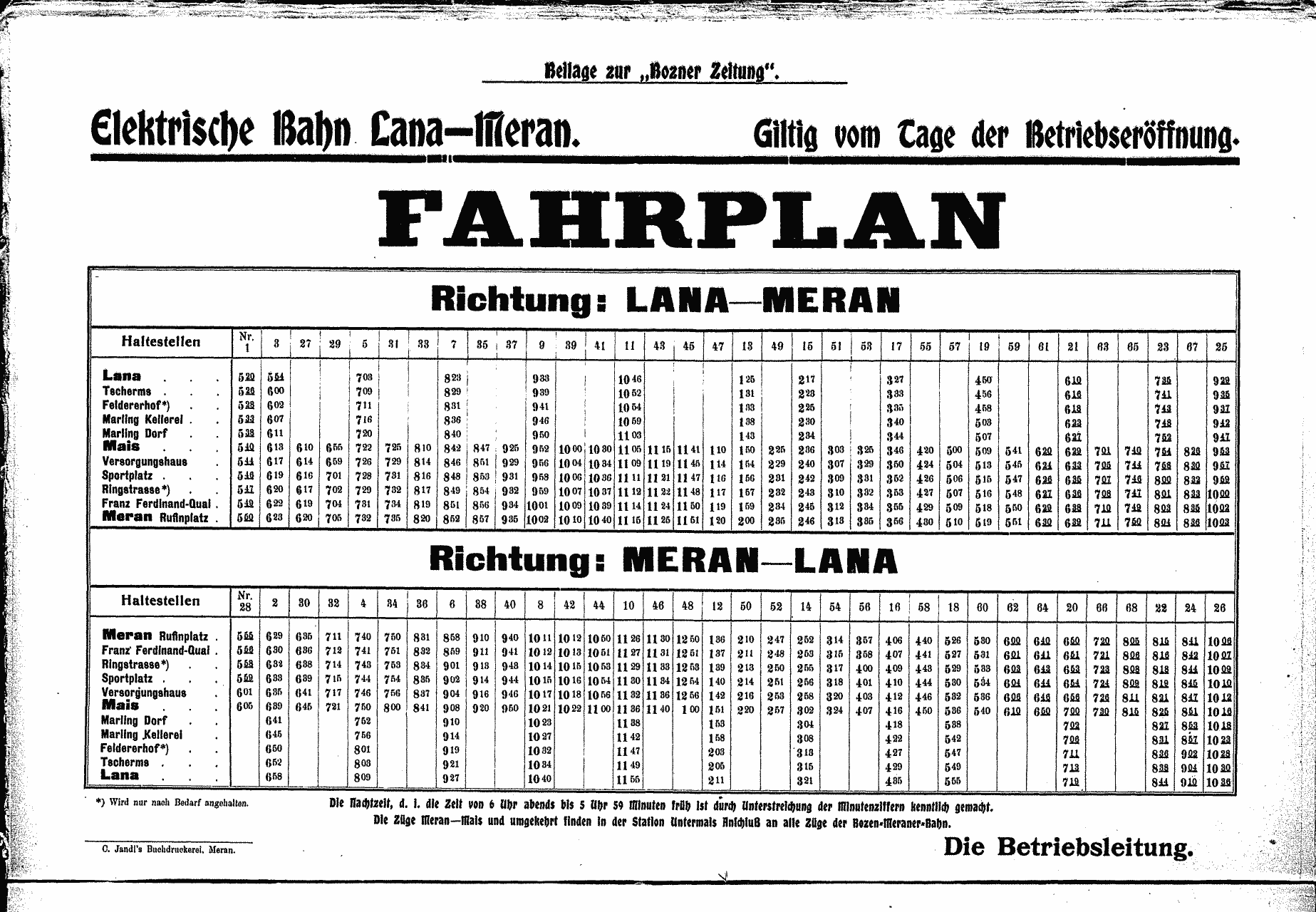
Fahrplan des Jahres 1906

Die feierliche Eröffnung fand am 11. August 1906 statt, der reguläre Betrieb begann am 12. August 1906. Die Bauzeit betrug nur acht Monate, wobei das Bauunternehmen von Anton Guschelbauer die Arbeiten ausführte. Die neue Straßenbahn war 7,565 Kilometer lang und durchgehend eingleisig ausgeführt. Das Elektrizitätswerk in der Gaulschlucht speiste die Bahn, die mit 600 Volt Gleichstrom betrieben wurde, mittels zwei Maschinensätzen zu je 120 PS. Bei intensiver Nutzung konnte eine Pufferbatterie mit Bleiakkumulatoren zugeschaltet werden.
Die Anfangsstation lag im Lananer Ortsteil Oberlana, vor dem Hotel Teiss. Sie war zugleich Betriebsmittelpunkt mit dreigleisiger Remise und Nullpunkt der Kilometrierung. Von dort aus verlief die Strecke parallel zur neuen Straße durch das Dorf Tscherms, an Marling vorbei. Im weiteren Verlauf passierte die Bahn Untermais, die Endstation im Meraner Zentrum befand sich auf dem Rufinplatz, dem heutigen Theaterplatz. Dabei benutzte die Bahn auf den ersten 6,520 Kilometern, das heißt bis zur Haltestelle Versorgungshaus in Untermais, einen eigenen Bahnkörper mit Vignolschienen, die ein Metergewicht von 17,5 Kilogramm aufwiesen. Ab dort fuhr sie bis zur Endstation unter Verwendung von Phoenix-Rillenschienen auf der Straße. Die Wiesengründe im Bereich Untermais waren damals noch unverbaut. Die Etsch wurde auf einer eisernen Brücke überquert, die Passer auf der heutigen Theaterbrücke. Die Bahnstrecke Bozen–Meran kreuzte die Straßenbahn beim Bahnhof Untermais niveaugleich, dort konnte auch direkt zur Eisenbahn umgestiegen werden.
Die Straßenbahn hatte neun Zwischenstationen, davon zwei Bedarfshaltestellen. Anfangs wurden 34 Fahrtenpaare angeboten, wobei 21 von ihnen jedoch nur den Abschnitt Mais–Meran bedienten. Hierbei bestand in beiden Fahrtrichtungen Anschluss an alle Züge der k.k. Staatsbahnen. Anfangs existierte ein bedarfsorientierter Fahrplan, In späteren Jahren wurde von 6:00 bis 22:00 Uhr im starren 30-Minuten-Takt mit gleichzeitigen Abfahrten an beiden Endstellen gefahren, wobei die Reisezeit über die Gesamtstrecke 26 Minuten betrug. Eine betriebliche Besonderheit war der abendliche Theaterwagen für Gäste des Meraner Stadttheaters, der dessen Besucher bei Bedarf auch nach regulärem Betriebsschluss noch nach Lana beförderte. Die anfangs vorhandene Haltestelle Ringstraße wurde später nicht mehr eingehalten, dafür kam nachträglich noch die Station Kaiserjägerkaserne hinzu.
Am Rufinplatz bestand ab dem 9. Mai 1908 die Möglichkeit, in die neu eröffnete städtische Straßenbahn Meran umzusteigen. Deren Linien führten zum Bahnhof Meran, nach Obermais und nach Forst. Für betriebliche Überstellungsfahrten bestand auch eine Gleisverbindung zum Stadtnetz, aufgrund der unterschiedlichen Oberleitungsspannungen war jedoch kein durchgehender Betrieb möglich.
Ziemlich schnell wurde der anfängliche Missmut der Bevölkerung überwunden. Die Straßenbahn erfreute sich schon bald großer Beliebtheit und wurde zum treibenden und belebenden Wirtschaftsfaktor des Burggrafenamtes, allein im ersten Betriebsmonat wurden 38.000 Fahrgäste befördert. Während der ersten Betriebsjahre konnte ihre Auslastung schließlich kontinuierlich gesteigert werden: 1909 wurden bereits 467.306, 1911 524.927 und 1913 sogar 605.974 Fahrgäste gezählt.
Nach der erfolgreichen Betriebsaufnahme kamen Planungen für eine Rückverlängerung zum Bahnhof Lana-Burgstall auf. Letztlich entschied man sich aber, vor allem zwecks einfacherer Abwicklung des Güterverkehrs, zum Bau der normalspurigen Lokalbahn Lana-Burgstall–Oberlana. Diese Vollbahn ging 1913 in Betrieb, wobei die vorhandene Straßenbahn etwas an Bedeutung verlor. In Oberlana bestand zwischen den beiden Strecken eine direkte Umsteigemöglichkeit. Später wurden sie aus wirtschaftlichen Gründen zusammengeschlossen, um rentabler arbeiten zu können.

### Weltkriege und Einstellung

Verschiedene Fahrkarten aus der italienischen Zeit

In den nach 1914 folgenden schwierigen Kriegsjahren blieb die Straßenbahn von Zerstörungen verschont, doch bereitete der Kriegsausbruch der wirtschaftlichen Entwicklung der Bahn einstweilen ein jähes Ende. Nach Kriegsende wurde Südtirol nach Italien eingegliedert und sämtliche Straßenbahnbetriebe wurden für einige Jahre unter staatliche Verwaltung gestellt. Als diese aufgehoben wurde, überließ die „S. A. Tramvia Lana-Postal – Lana di Sopra“ die Betriebsführung wieder der „Elektrischen Bahn Lana – Meran“, die aber in Folge der italienischen Annexion Südtirols fortan als Società per Azioni Ferrovia Elettrica Lana-Merano firmierte.
Nach 1920 begann wieder ein Aufwärtstrend, nicht zuletzt weil die Straßenbahngesellschaft 1921 den Betrieb der, schon 1912 eröffneten, Seilbahn auf das Vigiljoch übernahm, wodurch die Fahrgastzahlen weiter anstiegen. Auch im Zuge der 30-Jahr-Feiern am 11. August 1936 lobte man noch allseits das öffentliche Verkehrsmittel. Die 1934 erfolgte Elektrifizierung der Bahnstrecke Bozen–Meran bedingte bei der Straßenbahn einen Umbau der Scherenstromabnehmer. Diese erhielten einen Aufsatz mit zwei Schleifleisten, um die kurze Stromunterbrechung im Kreuzungsbereich bewerkstelligen zu können. Nach dem Zweiten Weltkrieg entzog der zunehmende motorisierte Individualverkehr der Bahn mehr und mehr die Fahrgäste. Außerdem waren Fuhrpark und Anlagen veraltet, größere Reparaturen konnten wegen Materialmangels und später wegen Überteuerung nicht mehr vorgenommen werden. Daher wurde die Straßenbahn am 8. Mai 1950 eingestellt und durch eine Autobus-Linie ersetzt. An der Abschiedsfahrt nahmen auch die Bahn-Initiatoren Köllensberger und Zuegg teil.

## Fahrzeuge

Triebwagen 3 in Tscherms, um 1910

An Fahrbetriebsmitteln waren anfangs drei Triebwagen (Nummern 1 bis 3) von der Grazer Maschinen- und Waggonbau-Aktiengesellschaft und mit elektrischer Ausrüstung der AEG vorhanden. Sie fassten 40 Fahrgäste, besaßen je zwei Fahrmotore zu je 36 PS und waren mit Handspindel- sowie elektrischer Bremse ausgerüstet. Ergänzend standen ein Beiwagen (Nummer 10) und ein Packwagen (später Nummer 12) des gleichen Herstellers zur Verfügung. Letzterer wird in manchen Quellen auch als geschlossener Güterwagen geführt, er verfügte über eine Tragkraft von acht Tonnen. Aufgrund der guten Auslastung wurden 1907 der Triebwagen 4 und der Beiwagen 11 nachbeschafft, 1914 folgten noch die Triebwagen 5 und 6.